# Sara Dosa

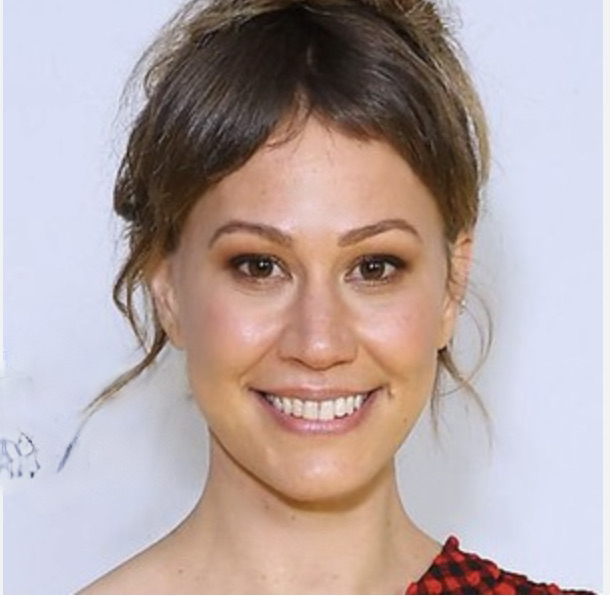
Sara Dosa (2023)

Sara Dosa ist eine US-amerikanische Filmproduzentin und Filmregisseurin.

## Karriere
Dosa studierte an der Wesleyan University und erhielt einen Master in Anthropologie und Internationaler Volkswirtschaftslehre von der London School of Economics and Political Science. Zu Beginn ihrer Karriere produzierte sie den Kurzfilm Border Patrol Body Slam. Ihre erste Regiearbeit an The Last Season über zwei ehemalige Soldaten, die zu Pilzsammlern werden, wurde 2015 für den Independent Spirits Award nominiert. Im nächsten Jahr arbeitete sie an Audrie & Daisy, der auf dem Sundance Festival Premiere feierte. In dem Film geht es um sexuellen Missbrauch und Mobbing von Jugendlichen. Im 2019 erschienenen Dokumentarfilm The Seer and the Unseen geht es um einen isländischen Schamanen. Besonderen Erfolg erlangte sie 2023 mit dem Dokumentarfilm Fire of Love über ein Vulkanologen-Ehepaar. Der Film wurde vielfach nominiert, unter anderem für den Oscar in der Kategorie Bester Dokumentarfilm.

## Filmografie (Auswahl)

### Regisseurin
- 2014: The Last Season
- 2018: ReMastered: Tricky Dick and the Man in Black (Fernsehfilm)
- 2019: The Seer and the Unseen
- 2022: Fire of Love

### Produzentin
- 2013: Border Patrol Body Slam (Kurzfilm)
- 2016: Audrie & Daisy
- 2017: Melting Ice (Kurzfilm)
- 2018: Survivors
- 2019: Am Rande der Demokratie
- 2019: The Seer and the Unseen
- 2022: Fire of Love
- 2022: Band

## Auszeichnungen (Auswahl)
- 2015: Independent-Spirit-Award-Nominierung für The Last Season
- 2019: News & Documentary Emmy Award-Nominierung in der Kategorie Herausragender Dokumentarfilm über soziale Missstände für Survivors
- 2019: News & Documentary Emmy Award-Nominierung in der Kategorie Herausragende Recherche für ReMastered: Tricky Dick and the Man in Black
- 2022: DOK.fest München, Nominierung für den VIKTOR DOK.international für Fire of Love
- 2023: Directors Guild of America Award in der Kategorie Herausragende Regieleistung bei einem Dokumentarfilm für Fire of Love
- 2023: BAFTA-Nominierung in der Kategorie Bester Dokumentarfilm für Fire of Love
- 2023: Oscar-Nominierung in der Kategorie Bester Dokumentarfilm für Fire of Love